# Parnoy-en-Bassigny
Parnoy-en-Bassigny är en kommun i departementet Haute-Marne i regionen Grand Est (tidigare regionen Champagne-Ardenne) i nordöstra Frankrike. Kommunen ligger i kantonen Bourbonne-les-Bains som tillhör arrondissementet Langres. År 2022 hade Parnoy-en-Bassigny 285 invånare.

## Befolkningsutveckling
Antalet invånare i kommunen Parnoy-en-Bassigny
| Referens: INSEE |